# Samaw'al
Samaw'al, de son nom complet al-Samaw'al Ibn 'Âdiyâ (arabe : السموأل بن عادياء) est un poète arabe juif de la période préislamique, mort vers le milieu du VIe siècle après l'ère commune, dont la loyauté est proverbiale.

## Vie et œuvre
Sa relation d'amitié avec Imrou'l Qays, considéré comme le plus grand poète préislamique, contribue à sa célébrité. Selon la légende, il a préféré voir exécuter son fils plutôt que de céder au phylarque ghassanide al-Hârith Ibn Jabalah les armes qu'Imrou'l Qays lui avaient confiées. Il résidait au château d'al-Ablaq, au sud-est de Tayma.
Il figure notamment dans l'anthologie poétique du Xe siècle, le Livre des Chansons (Kitâb al-Aghânî) d'Isfahani, au tome 22, dans un florilège de la poésie des Juifs d'Arabie. « Ce choix de textes semble montrer qu'à l'époque du Kitâb al-Aghânî [Xe siècle], des fragments remontant à des poètes juifs étaient non seulement chantés, mais sélectionnés sous patronage officiel. Ainsi de ceux de Samaw'al, de Saaya ibn Urayd, Abu l-Zannad al-Adimi, que mit en musique Ibn Muhriz ».
Il figure aussi dans Les Classes des poètes arabes (Tabaqat) d'Ibn Sallâm al-Jumahî, philologue du VIIIe et IXe siècles, dans la classe de poètes juifs, aux côtés de Saaya ibn Urayd (VIIe siècle), Kaab Ibn al-Achraf, Al-Rabi ibn Abu al-Huqayq (en), et quatre autres poètes.
Les  poèmes de Samaw'al qui nous sont parvenus ont été recueillis dans une compilation intitulée Hamasa ; ils exaltent le courage guerrier. Un poème qui lui est attribué a été publié en arabe, avec des traductions en hébreu et en anglais par  H. Hirschfeld.
Les poèmes attribués à Samaw'al ne contiennent aucun indice indiquant l'appartenance religieuse de son auteur. Certains commentateurs ont douté qu'il soit réellement juif. Toutefois, « comme on peut faire la même remarque à propos des poètes polythéistes et chrétiens, il faut en conclure que la poésie n'est pas considérée comme un moyen approprié pour faire étalage de convictions personnelles » à cette époque.

## Allusions littéraires
Anwar Shaul, écrivain juif irakien du XXe siècle, considérait Samaw'al comme une figure tutélaire. « Quand Shaul commença à travailler pour le journal al-Misbah [journal juif en langue arabe, qui parut en Irak dans les années 1920], il signait ses articles en usant du pseudonyme « Ibn al-Samaw’al » (le fils d’al-Samaw’al)" ; il écrit notamment : "Être un membre de la famille de Moïse/ N’entame pas mon amour pour la nation de Muhammad/ Je vais être loyal comme Samaw’al/ Joyeux ou misérable, dans mon Bagdad bien-aimé ».